# Träsket (Värmdö socken, Uppland)
Träsket är en sjö i Värmdö kommun i Uppland som ligger på en isolerad ö i havet. Sjön har en area på 0,0496 kvadratkilometer och ligger 0 meter över havet.

## Delavrinningsområde
Träsket ingår i det delavrinningsområde (658726-165567) som SMHI kallar för Rinner till Sandöfjärden. Medelhöjden är 17 meter över havet och ytan är 11,42 kvadratkilometer. Det finns inga avrinningsområden uppströms utan avrinningsområdet är högsta punkten. Avrinningsområdets utflöde mynnar i havet, utan att ha någon enskild mynningsplats.